# بخش کرگان‌رود
بخش کرگان‌رود یکی از بخش‌های شهرستان تالش در استان گیلان در شمال ایران است. نام این بخش از رودخانه کرگانرود بزرگترین رودخانه منطقه تالش گرفته شده‌است.

## تقسیمات کشوری
- بخش کرگان‌رود
  - دهستان لیسار
  - دهستان خطبه‌سرا

- شهر: لیسار

## جمعیت
بنابر سرشماری مرکز آمار ایران، جمعیت بخش کرگان رود شهرستان طوالش در سال ۱۳۸۵ برابر با ۲۴۹۵۲ نفر بوده‌است.